# Idioma syldavo
El syldavo es una lengua ficticia germánica occidental creada por Hergé como lengua nacional de Syldavia, un reino ficticio de los Balcanes que sirve de escenario principal en muchas de las historias de Las aventuras de Tintín. Hergé modeló la lengua a partir del bruselense, un dialecto del neerlandés hablado en Bruselas y sus alrededores. El corpus completo de la lengua ha sido analizado por Mark Rosenfelder.

## Origen
El syldavo fue desarrollado por Hergé, el autor de Las aventuras de Tintín, a lo largo de los álbumes en los que el joven periodista y sus amigos tienen contacto con este país. El autor belga tomó como base del vocabulario syldavo la lengua que en la que se comunicaba su abuela, el dialecto del neerlandés hablado en Le Marolles (también llamado Marollien, el dialecto de Marolles), un barrio de Bruselas habitado por miembros de la clase trabajadora. Tal dialecto flamenco incorpora muchas palabras de origen francés así como elementos del español que se remontan al período de ocupación de los Países Bajos por los tercios hispanos durante los siglos XVI y XVII.

## Filiación
Rosenfelder demuestra con pruebas contundentes la pertenencia del syldavo a la familia de las lenguas germánicas. En su obra existe una lista extensa de palabras en cuatro idiomas (neerlandés, alemán y ruso, además de la lengua de Syldavia). Esta lista demuestra la similitud entre los dos primeros idiomas y el que ahora nos ocupa.

## Fonología
Los fonemas del idioma, transcritos según la nomenclatura del Alfabeto Fonético Internacional (AFI), son los siguientes.

### Consonantes

#### Oclusivas
- p -[p]

- t, th - [t]

- k - [k]

- b - [b]

- d - [d]

- g - [g]

#### Fricativas
- f, ph - [f]

- s - [s]

- sz - [ʃ]

- kh (ch) - [x]

- h - [h]

- w - [v]

- z - [z]

- zs - [ʒ]

- gh - [ɣ]

#### Africadas
- tz - [ʦ]

- cz - [ʧ]

- dz - [ʣ]

- dj - [ʤ]

#### Nasales
- m -  [m]

- n- [n]

#### Lateral
- l -  [l]

#### Aproximantes
- v - [β]

- r - [r]

- rz - [rʲ]

#### Semivocal
- j -[j]

### Vocales
Las vocales son el punto débil fundamental del idioma syldavo: da la impresión de que la mayor parte de los diacríticos no muestran un tratamiento coherente, de que existen sencillamente como elemento exótico y que pueden ser ignorados a la hora de pronunciar el idioma.

#### Simples
- a - [a]
- ä - Probablemente [æ] o quizá [ɛ] (ambas de pronunciación intermedia entre [a] y [e]; [æ] más abierta, [ɛ] más cerrada)
- â - Pronunciación desconocida
- e - [e]
- i - [i]
- ï - Pronunciación desconocida
- o - [o]
- ô - Pronunciación dudosa. Solo atestiguada en kôhr. MR propone [ɔ] (una [o] abierta)
- ö - [ø] ([e] "redondeada", con los labios como cuando pronunciamos [o] o [u] en español)
- u - [u]
- û - Pronunciación dudosa. Solo atestiguada en bûthsz. MR propone [ʊ] (una [u] "adelantada")
- ü - [y] ([i] "redondeada", con los labios como cuando pronunciamos una [o] o [u] en español)
- y - [ɪ] (una [i] "retrasada") o sencillamente una variante gráfica de  i

#### Diptongos
- oe - [ø]
- ou - [ou]
- eu - Pronunciación desconocida. Solo aparece en una palabra: teuïh ("puerta").
- ei - [ei]

## Sistema de escritura
Durante la edad media los syldavos utilizaban el alfabeto latino para escribir su idioma. Prueba de ello son los manuscritos que aparecen en "El Cetro de Ottokar" y el lema nacional del escudo del país. Actualmente usan el alfabeto cirílico. No se puede determinar la época precisa en la que adoptaron este sistema y abandonaron el antiguo.

### Consonantes
La transcripción de consonantes no ofrece problemas excesivamente graves. Salvo excepciones que se notan en su lugar las equivalencias entre el alfabeto latino y el cirílico syldavo son como sigue:

#### Oclusivas
- p - <п/П>

- t - <т/Т>

- k - <к/К>

- b - <б/Б>

- d - <д/Д>

- g - <г/Г>

#### Fricativas
- f - <ф/Ф>

- s - <с/С>

- sz - <сз/Сз>

- kh - <х/Х>

- h - <щ/Щ>

- w - <в/В>

- z - <з/З>

- zs - <зс/Зс> (Grafía no documentada, propuesta por MR)

- gh - <гз/Гз>

#### Africadas
- tz - <тз/Тз>

- cz - <ч/Ч>

- dz - <дз/Дз> (Grafía no documentada, propuesta por MR)

- dj - <дч/Дч> (Grafía no documentada, propuesta por MR)

#### Nasales
- m - <м/М>

- n- <н/Н>

#### Lateral
- l -  <л/Л>

#### Aproximantes
- v - <ю/Ю>

- r - <р/Р>

- rz - <рз/Рз>

#### Semivocal
- j - <й/Й> (No aparece en la obra, propuesta por MR)

### Vocales
Su representación es mucho más controvertida que la de las consonantes. Las letras que en alfabeto latino aparecen con diacríticos (a excepción de ï) no se ven representadas en las pocas muestras de escritura original cirílica (todas ellas en mayúsculas) de los álbumes de Tintín. 
- a - <а/А>
- ä - (Grafía no documentada) ¿<ä>?, ¿<я>?
- â - (Grafía no documentada) ¿<â>?, ¿<я>?
- e - <е/Е>
- i - ??? <и/И> (МАЗЕДОНИА, "Mazedonia" e -ИХ СЗТОУМПЕХ, "-ikh sztoumpekh"),  pero <і/І> ( en ЗІГАРЕ, "zigare")
- ï - <и/И> (ГЕНДАРМАСКАИА, "gendarmeskaïa")
- o - <о/О>
- ô - (Grafía no documentada) ¿<ô>?, ¿<ё>? ¿Grafía solo reservada para préstamos del bordurio?
- ö - (Grafía no documentada) ¿<ö>?, ¿<э>?
- u -<у/У>
- û - (Grafía no documentada)¿<û>?, ¿<Ь>? ¿Grafía solo reservada para préstamos del bordurio?
- ü - (Grafía no documentada)¿<ü>?, ¿<ы>?
- y - (Grafía no documentada) ¿<ы>?, ¿<ў>? MR apunta a que puede tratarse una variante de i, y, por tanto, transcribirse como esta.

## Morfología

### Sustantivos

#### Género
Existen dos géneros: común y neutro. La mayor parte de los sustantivos que aparecen en la obra de Hergé pertenecen al género común. La existencia de esta división en dos grupos de los sustantivos se deduce de las formas diferentes para uno y otro caso del artículo determinado.

#### Número
El plural se marca mediante dos alomorfos [-en] y [-es]. El primero es el caso general, el segundo se reserva para palabras de origen extranjero.

### Adjetivos
Los adjetivos son invariables, no cambian su forma en el plural, por ejemplo.
El adjetivo puede realizar una función adverbial sin alterar su forma: Nadja Wladimir sekrett löwt ("Nadia ama a Wladimir secretamente")
El orden en la frase nominal es "adjetivo + sustantivo"

### Pronombres Personales
Los pronombres cuentan con tres casos de flexión: Nominativo, Acusativo y Genitivo
|              | Nominativo | Acusativo | Genitivo |  |
| ------------ | ---------- | --------- | -------- |  |
| 1.Sg         | ek         | ma        | mejn     |  |
| 2.Sg         | dûs        | da        | dejn     |  |
| 3.Sg (masc.) | eih        | itd       | yhzer    |  |
| 3.Sg (fem.)  | zsoe       | irz       | yhzer    |  |
| 1.Pl         | vei        | ohmz      | ohmz     |  |
| 2.Pl         | ???        | ???       | ???      |  |
| 3.Pl         | zsoe       | khon      | khon     |  |

### Artículos

#### Artículo Determinado
Si bien los sustantivos y adjetivos carecen de declinación, no así los artículos que los acompañan, que se flexionan en cuatro casos.
|           | Nominativo | Acusativo | Genitivo | Dativo |  |
| --------- | ---------- | --------- | -------- | ------ |  |
| Masc./fem | dze        | dzem      | doscz    | dze    |  |
| Neutr.    | dascz      | dascz     | doscz    | dza    |  |
| Pl.       | dzoe       | dzoe      | doscz    | dzem   |  |

#### Artículo Indeterminado
Existen dos formas, la de singular, on, y la de plural, onegh.

### Verbos
Como en el resto de las lenguas germánicas antiguas existen dos tipos de conjugaciones: fuerte y débil. Los paradigmas son como sigue:

#### Conjugación fuerte
Infinitivo: blavn, "permanecer."
Presente de indicativo: 1.Sing. blav, 3.S. blavet, 1.Pl/3.Pl blaven.
Pretérito de indicativo: Sing. blev, Pl. bleven
Subjuntivo: Sing. blavetz, Pl. blablendz
Imperativo: Sing. blaveh, Pl. blavet
Participio de presente: blavendz
Participio de pasado: bleven

#### Conjugación débil
Infinitivo: löwn', "amar"
Presente de indicativo: 1.Sing. löw, 3.S. löwt, 1.Pl./3.Pl. löwen
Pretérito de indicativo: Sing. löweda, Pl. löwenda
Subjuntivo: Sing. löwetz, Pl. löwendz
Imperativo: Sing. löweh, Pl. löwet
Participio de presente: löwebdz
Participio de pretérito: löwen

### Preposiciones
Las preposiciones conocidas del syldavo son:
- ihn- "en"
- micz-"con"
- noh- "hacia"
- o- "en, alrededor de"
- öpp- "arriba, fuera de"
- vüh- "para"

La mayor parte de las preposiciones rigen dativo, a excepción de las que indican dirección, que van seguidas de la forma de acusativo.
Las preposiciones se convierten en postposiciones cuando se usa la tercera persona del pronombre, la forma especial er: ervür ("para él/ella")

## Sintaxis

### La negación

#### Negación Predicativa
Se postpone nietz al sujeto: Müsstler nietz dzem könikstz löwt" ("Müsstler no ama al Rey")

#### Negación Atributiva
Se postpone nietz o czesztot  al verbo copulativo: Müsstler eszt nietz güdd ("Müsstler no es bueno")

### Oraciones interrogativas
La oración interrogativa se construye sencillamente con una elevación de la línea melódica del final de la frase.

## Vocabulario
El vocabulario syldavo de Tintín, completo y comentado, aparece en la página de MR.

## Pronunciación sobre la base de la fonética castellana

### Pronunciación fácil de consonantes
Se pronuncian como las del castellano con las siguientes excepciones:
- sz -  Como la "sh" del inglés show o la "ch" de ciertas variantes del español.

- kh (ch) - Como la "j" del norte de España.

- h -  Consonante aspirada como la "j" del español caribeño.

- w - Igual que la "v" francesa o inglesa; o sea, ponemos la boca como cuando la "f", pero, entonces,  pronunciamos una "b".

- z - Como la "z" francesa o inglesa, una "s" sonora; esto es, con "ruido" en la garganta.

- zs - Parecida a la "y" de "yo".

- gh - Como la "g" del español entre dos vocales, o sea, como la de "mago".

- tz - Como "ts".

- cz - Una "ch" del español.

- dz - Como "ds".

- dj - Parecida a "d+y" (con la y un poco "exagerada").

- v - Como la "b" del español entre vocales, por ejemplo "abad"

- rz - Es una "r" normal que se pronuncia con la parte posterior de la lengua levantada. Algo así como "ri" en "Rioja" cuando se dice a mucha velocidad.

- j - Es como una "i" normal.

### Pronunciación fácil de vocales
En general son más fáciles: se dicen como las del español. Solo hay que recordar que:
- ü - Es en realidad una i  que se pronuncia formando un círculo con los labios.

- ö - No es más que una e que se pronuncia también como la de arriba, haciendo un círculo con los labios

- ä - Se pronuncia como intermedia entre "e" y "a".

#### Primarias
Los tres álbumes de Tintín en los que aparecen muestras del idioma syldavo: El cetro de Ottokar, Objetivo: la Luna y El asunto Tornasol. La primera de las obras es la más nutrida en documentación del idioma; en ella encontramos el único texto de moderada amplitud que conservamos de esta lengua: el famoso manuscrito del siglo XIV en el que se desarrolla uso que hizo Ottokar IV del cetro real en su conflicto con la nobleza del país. Este texto, en alfabeto latino, tiene un doble valor, primero,  porque aparece en dos versiones diferentes, una en la edición original en blanco y negro de 1939 otra en la de color en 1947 y, también porque, al ser un texto primitivo nos permite conocer, aunque solo sea en una mínima parte, elementos de la historia de la lengua. El resto de los textos en escritura original (esta cirílica contemporánea) aparecen como rótulos, inscripciones o marcas, todos ellos en letras mayúsculas.

### Secundarias
- "Hergé's Syldavian: A grammar", de Mark Rosenfelder es la obra de referencia fundamental. En ella se analizan los textos, se sistematizan y amplían la gramática y el vocabulario del idioma.

- En Dossier Tintin de Frédéric Soumois se ofrece una visión pionera del texto principal, el manuscrito de Ottokar IV. Este trabajo, no obstante, aparece comentado y asumido en la obra de MR.

- Tintin Ketje de Bruxelles, de Daniel Justens y Alain Préaux, es un estudio fundamental de la relación entre el dialecto de Marols y el idioma Syldavo.

- En "Hergé et les langues étrangères",  de Catherine Delesse se analiza no solo el que aquí tratamos, sino también las otras dos creaciones lingüísticas de Hergé: el bordurio y el arumbaya, además de las versiones de estos idiomas en las traducciones de Tintín a otras lenguas.